# Carl Adalbert Förster
Carl Adalbert Förster (* 14. Oktober 1853 in Oppach; † 11. Dezember 1925 in Oberstrahwalde) war Textilfabrikant und Mitglied des Deutschen Reichstags.

## Leben

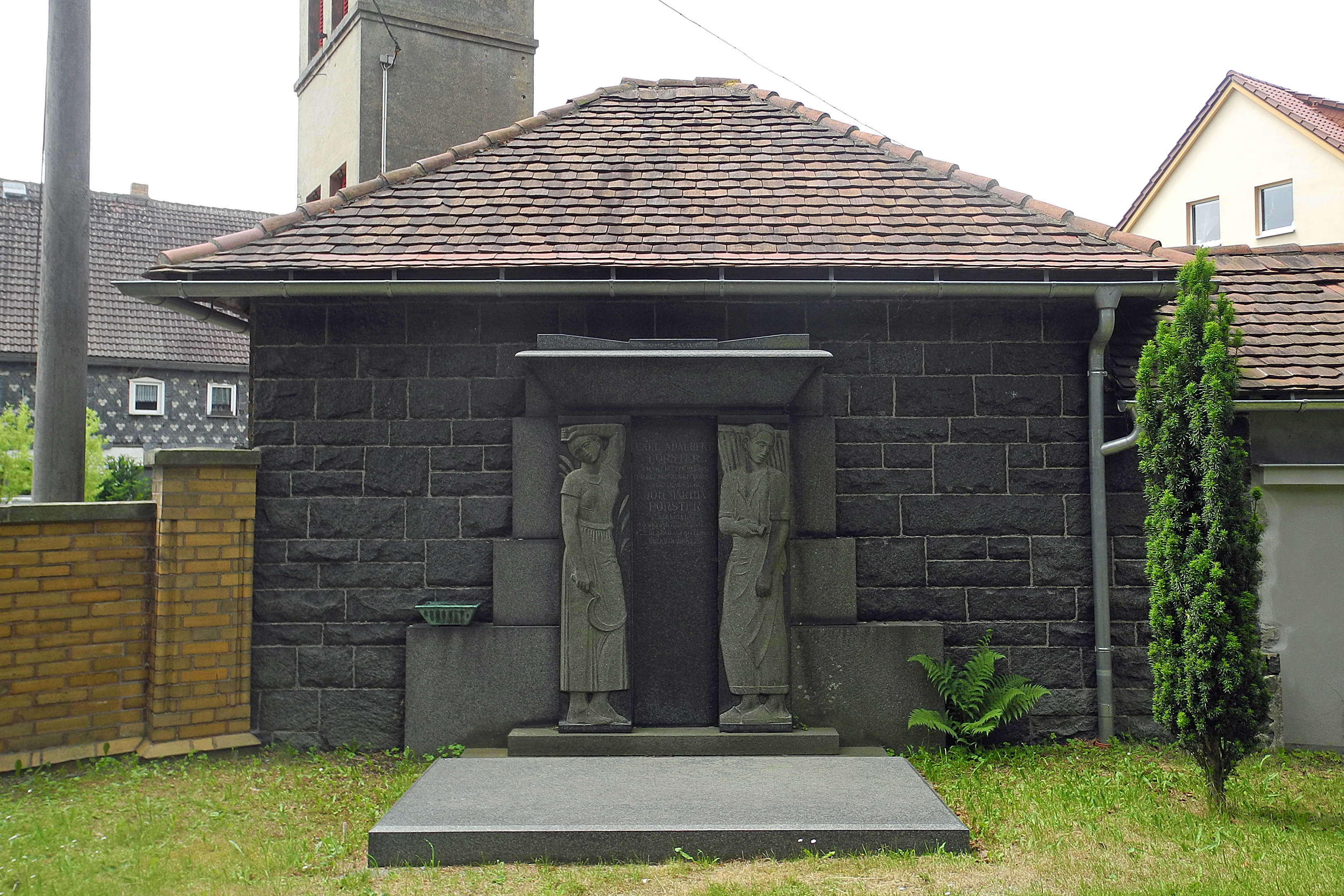
Mausoleum C. A. Förster auf dem Kirchhof in Strahwalde

Förster besuchte das Realgymnasium in Zittau und später die Handelsschule in Bautzen. 1870/71 war er als Volontär in einem Elberfelder Großhandelshaus und diente vom 1. Oktober 1872 bis 1. Oktober 1873 als Einjährig-Freiwilliger im 102. Infanterie-Regiment in Zittau. Im Dezember 1874 wurde er Reserve-Offizier. Er war verheiratet mit Frau Joh. Martha Förster, geb. Geller (1863–1931).
Ab 1874 war er Mitinhaber und ab 1906 alleiniger Inhaber der Textilfirma C. C. Förster, mechanische Buntweberei, Baumwollspinnerei, Appretur und Bleiche in Spremberg bei Neusalza, wobei beide Gemeinden am 15. Februar 1920 zur Stadt Neusalza-Spremberg vereinigt wurden. Das Unternehmen C.C. Förster konnte sich später unter anderen gesellschaftlichen Bedingungen nach Ende des Zweiten Weltkrieges in der SBZ und der DDR als VEB Baumwollspinnerei- und Weberei Neusalza-Spremberg bzw. als Zweigbetrieb des VEK Lautex – Oberlausitzer Textilbetriebe bis zur Wende (1989/90) als größter Betrieb der Stadt behaupten.
Von 1898 bis 1903 war er Mitglied des Deutschen Reichstags für den Reichstagswahlkreis Königreich Sachsen 2 (Löbau) und die Deutschkonservative Partei. Zwischen 1905 und 1909 war er auch Mitglied des Sächsischen Landtags.